# Manel Prat i Peláez
Manel Prat i Peláez (Còrdova, 4 d'octubre del 1972) és un polític català. És conegut principalment per haver ocupat el càrrec de Director General dels Mossos d'Esquadra des de l'11 de gener del 2011 fins al 27 de maig del 2014.

## Biografia
Tot i néixer a Còrdova (Andalusia), Manel Prat va créixer a Olot. Llicenciat en Geografia i Història per la Universitat de Barcelona, va realitzar postgraus a ESADE, IESE i a la UOC. Lligat a la política des de molt jove, Prat va formar part de la Joventut Nacionalista de Catalunya (JNC), branca juvenil de Convergència Democràtica de Catalunya.
La seva carrera política va començar quan va aconseguir el càrrec de responsable de relacions institucionals de la Junta de Sanejament entre 1997 i 2000. Posteriorment, va passar a ser el cap de relacions institucionals de la Conselleria de Salut entre 2000 i 2002. Entre els anys 2002 i 2003 va ocupar el càrrec de cap de gabinet de Felip Puig i Godes. Des del 2005 i fins al 2011, va ser el responsable i representant legal de la Fundació Centre d'Estudis Jordi Pujol. L'11 de gener del 2011, Manel Prat va ser nomenat per Felip Puig com a Director General dels Mossos d'Esquadra en substitució de Rafael Olmos i Salaver, molt criticat per la seva actuació en el desallotjament de la Tancada a la Central en el marc de les protestes contra la implantació del Pla Bolonya.

### Director General dels Mossos d'Esquadra

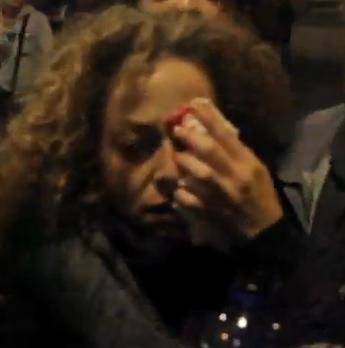
Ester Quintana, després de rebre l'impacte.

Durant el seu mandat com a director dels Mossos d'Esquadra, Prat es va veure envoltat per diversos casos polèmics que van provocar que diversos col·lectius en demanessin la dimissió. Un dels més publicitats va ser el Cas Ester Quintana, que va tenir lloc el 14 de novembre del 2012, quan Quintana va perdre un ull per un impacte durant la manifestació de Barcelona de la Vaga general europea convocada per aquell dia. Segons la víctima, el projectil era una pilota de goma disparada pels Mossos d'Esquadra. A causa d'aquest fet, que se sumava a la desena de ferits d'importància que havien causat aquest tipus de projectil els darrers anys, va provocar que en els mesos següents diversos moviments socials i partits polítics es mostressin a favor de la prohibició de les pilotes de goma. Finalment, al desembre del 2013 el Parlament de Catalunya va aprovar suprimir-les. La mesura va entrar en vigor l'abril del 2014.
L'oposició va tornar a demanar la seva dimissió arran de la mort de l'empresari Juan Andrés Benítez, el 6 d'octubre del 2013, després d'haver estat detingut violentament pels Mossos. Conegut empresari del Gaixample, Benítez havia tingut una picabaralla amb un veí quan es van presentar els agents de policia. Durant la detenció, que va ser molt violenta, Juan Andrés va patir una aturada cardíaca, i poc després va morir a l'Hospital Clínic de Barcelona. A mesura que es van anar coneixent els fets i que van anar transcendint els vídeos de la detenció, els diferents col·lectius i partits polítics van començar a apujar el to de les acusacions, fins a demanar la dimissió de Manel Prat. El canvi de versió dels dirigents de la policia catalana, que variaven a mesura que s'anaven coneixent nous detalls, va enfurismar l'opinió pública.
Després de la mort de Juan Andrés Benítez, és conegut el cas del Yassir El Younoussi, mort el 31 de juliol de l’any 2013 als calabossos de la comissaria del Vendrell i sota custòdia dels Mossos d’Esquadra. Van imputar 8 Mossos i les gravacions de les cel·les, facilitades pel cos policial, eran editades. Tot i que la jutgessa va demanar les 4 hores de gravació mai es van veure.https://elpais.com/ccaa/2013/12/11/catalunya/1386770935_116743.html
El 8 de novembre del novembre del 2013, Prat va rebre un premi per part de la Confederació de Comerç de Catalunya (CCC) "per la tasca de la policia catalana en el manteniment de la seguretat del comerç i els serveis". El director dels Mossos d'Esquadra va recollir el guardó durant la convenció anual de la confederació, celebrada al Born Centre Cultural. Així i tot, en el moment en què Manel Prat iniciava el seu discurs, un grup de manifestants (entre els quals hi havia membres del 15-M i dels Iaiofalutes) va intentar boicotejar-lo i van demanar la seva dimissió.

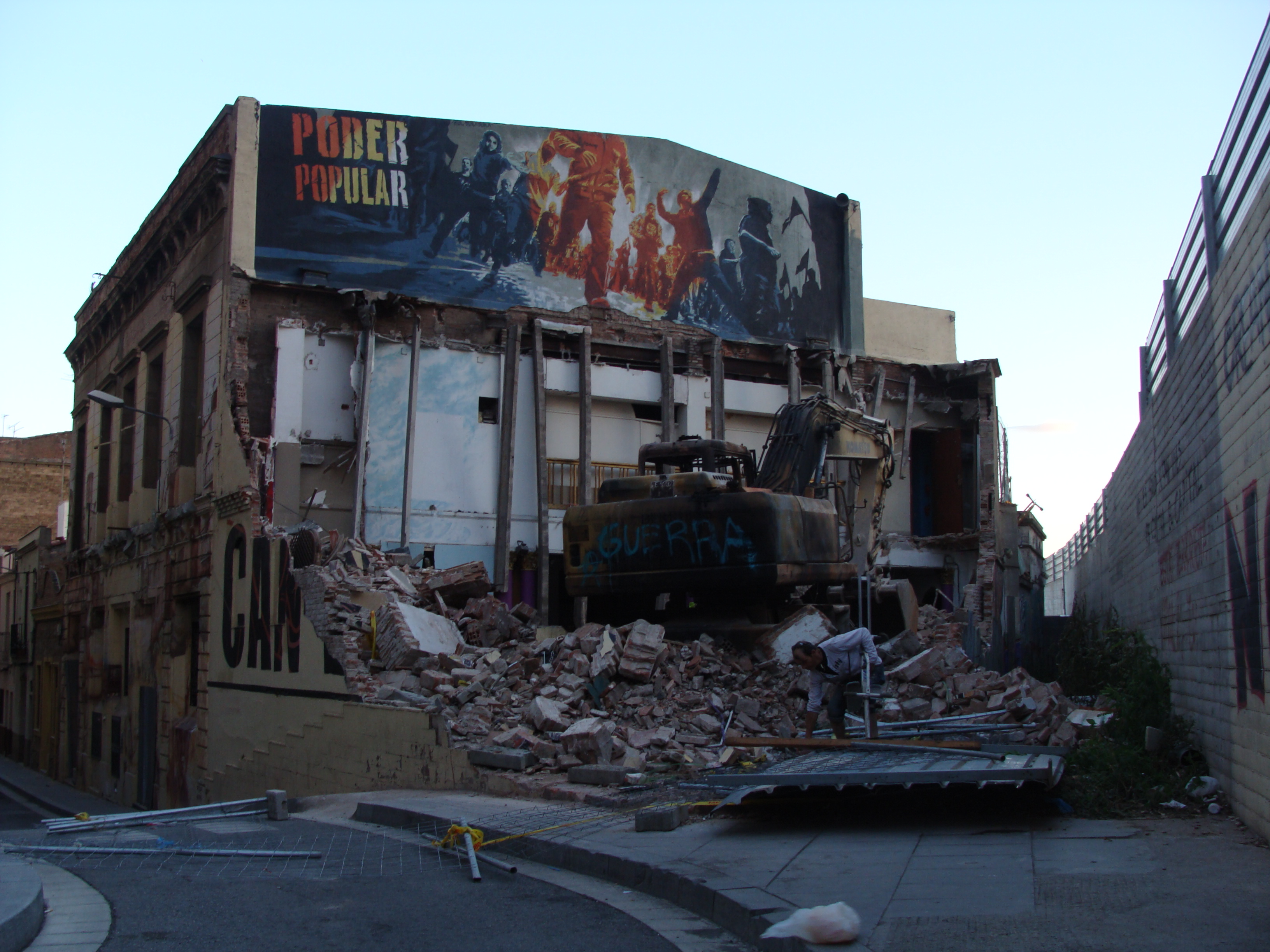
Estat de Can Vies, després de l'enderroc, el 29 de maig

Després del cas Benítez, l'actuació dels Mossos estava l'ull de l'huracà; les acusacions de mala praxi es van estendre entre diversos sectors de la societat. Aquestes queixes van augmentar quan el 2 d'abril del 2014 va tornar a morir un home després de ser detingut pels agents de policia a la Plaça Molina de Barcelona. En aquest cas, la víctima era l'actor Alfonso Bayard, conegut per la seva participació com a personatge secundari en diverses sèries de TV3. Segons l'autòpsia, Bayard va morir per una parada cardiorespiratòria.
El 27 de maig del 2014, Manel Prat va dimitir del seu càrrec al capdavant de la policia catalana, al·legant motius "estrictament personals". Li va succeir en el càrrec Albert Batlle i Bastardas, nomenat el 10 de juny del mateix any. El dia anterior la CUP havia tornat a demanar la seva dimissió en el marc del desallotjament de Can Vies, que va tenir lloc el 26 de maig.
Posteriorment, es va incorporar al Grup Bonpreu com a cap de màrqueting i comunicació.